# Теорема Гамільтона — Келі
Теоре́ма Га́мільтона — Ке́лі (на честь Вільяма Гамільтона та Артура Келі) стверджує, що результат підстановки квадратної матриці {\displaystyle A} до її характеристичного многочлена тотожно дорівнює нулю:
{\displaystyle \ p_{A}(A)=0.}
Теорема Гамільтона-Келі дозволяє виразити поліноми високого степеня від {\displaystyle n\times n} матриці {\displaystyle A} як лінійні комбінації {\displaystyle A^{n-1},\ldots ,A,I.} Твердження теореми є справедливим для матриць із елементами із будь-якого комутативного кільця з одиницею зокрема будь-якого поля.

## Пояснення та приклади
Оскільки результатом додавання, множення та множення на скаляр квадратних матриць є квадратна матриця, то можна конструювати многочлени з матриць.
Тому для довільного многочлена {\displaystyle \ f(x)=a_{0}x^{k}+a_{1}x_{k-1}+\ldots +a_{k-1}x+a_{k}} можливо розглянути вираз 
{\displaystyle \ f(A)=a_{0}A^{k}+a_{1}A^{k-1}+\ldots +a_{k-1}A+a_{k}I,}
який є квадратною матрицею того самого порядка, що й {\displaystyle A.}

### Приклад
{\displaystyle A={\begin{bmatrix}0&1\\2&3\end{bmatrix}},\quad p_{A}(\lambda )=\lambda ^{2}-3\lambda -2.}
Тоді {\displaystyle A^{2}={\begin{bmatrix}0&1\\2&3\end{bmatrix}}{\begin{bmatrix}0&1\\2&3\end{bmatrix}}={\begin{bmatrix}2&3\\6&11\end{bmatrix}},\qquad p_{A}(A)=A^{2}-3A-2I={\begin{bmatrix}2&3\\6&11\end{bmatrix}}-{\begin{bmatrix}0&3\\6&9\end{bmatrix}}-{\begin{bmatrix}2&0\\0&2\end{bmatrix}}={\begin{bmatrix}0&0\\0&0\end{bmatrix}}.}

## Доведення

### Часткові випадки
- Доведемо теорему для матриць 2x2.

Маємо {\displaystyle A={\begin{bmatrix}a&b\\c&d\end{bmatrix}},\quad p_{A}(\lambda )=\lambda ^{2}-(\operatorname {tr} A)\lambda +(\det A),} тому
{\displaystyle p_{A}(A)=A^{2}-(a+d)A+(ad-bc)I={\begin{bmatrix}a^{2}+bc&ab+bd\\ca+dc&cb+d^{2}\end{bmatrix}}-{\begin{bmatrix}(a+d)a&(a+d)b\\(a+d)c&(a+d)d\end{bmatrix}}+{\begin{bmatrix}ad-bc&0\\0&ad-bc\end{bmatrix}}={\begin{bmatrix}0&0\\0&0\end{bmatrix}}.}
- Розглянемо випадок діагональних матриць.

Якщо {\displaystyle A=\operatorname {diag} (\lambda _{1},\ldots ,\lambda _{n})} — діагональна матриця і {\displaystyle \ f(x)} — поліном, то
{\displaystyle f(A)=\operatorname {diag} (f(\lambda _{1}),\ldots ,f(\lambda _{n})).}
Для характеристичного полінома {\displaystyle \ p_{A}(\lambda _{1})=\ldots =p_{A}(\lambda _{n})=0,} тому одержуємо {\displaystyle p_{A}(A)=\operatorname {diag} (0,\ldots ,0).}

### Загальний випадок
Позначимо через {\displaystyle \ B} союзну матрицю для характеристичної матриці {\displaystyle \ \lambda I_{n}-A.}
Елементи матриці В є алгебраїчними доповненнями елементів визначника {\displaystyle \lambda I_{n}-A,} і  тому є многочленами від λ, степені не вище n-1.
Отже матрицю В можна  представити у вигляді полінома з матричними коефіцієнтами: 
{\displaystyle B=\sum _{i=0}^{n-1}\lambda ^{i}B_{i}.}
За властивостями союзних матриць:
{\displaystyle B\cdot (\lambda I_{n}-A)=\det(\lambda I_{n}-A)I_{n}=p(\lambda )I_{n}}
Нехай:
{\displaystyle p(\lambda )=\lambda ^{n}+\lambda ^{n-1}c_{n-1}+\cdots +\lambda c_{1}+c_{0},}
Підставимо і отримаємо: 
{\displaystyle \sum _{i=0}^{n-1}\lambda ^{i}B_{i}(\lambda I_{n}-A)=\lambda ^{n}I_{n}+\lambda ^{n-1}c_{n-1}I_{n}+\cdots +\lambda c_{1}I_{n}+c_{0}I_{n},\,}
Розкриваючи дужки і прирівнявши коефіцієнти при однакових степенях λ, одержимо:
{\displaystyle I_{n}=B_{n-1}\,}
{\displaystyle c_{i}I_{n}=B_{i-1}-B_{i}\cdot A,\qquad 0<i<n}
{\displaystyle c_{0}I_{n}=-B_{0}\cdot A}
Помножимо ці рівності відповідно на {\displaystyle \ A^{n},A^{n-1},\ldots ,I_{n}} справа і додамо. Всі члени правої частини скоротяться і ми одержимо 
{\displaystyle p(A)=A^{n}+c_{n-1}A^{n-1}+\cdots +c_{1}A+c_{0}I_{n}=0.}